# Rhabderemia mutans
Rhabderemia mutans är en svampdjursart som beskrevs av Topsent 1927. Rhabderemia mutans ingår i släktet Rhabderemia och familjen Rhabderemiidae. Inga underarter finns listade i Catalogue of Life.